# Assumpta s Ježíškem z Třebeně
Assumpta s Ježíškem z Třebeně (20. léta 16. stol.) pochází pravděpodobně z dílny Mistra mariánského oltáře ze Seebergu. Je dílem západočeského řezbáře, který využil jako vzor sochu Panny Marie z mariánského oltáře ze Seebergu. Socha je vystavena ve stálé expozici Galerie výtvarného umění v Chebu.

## Popis a zařazení
Socha z lipového dřeva 121 × 34 × 22 cm, vzadu vyhloubená, bez polychromie.
Stojící Madona na půlměsíci zjednodušeně opakuje vzor, kterým je Assumpta z mariánského oltáře ze Seebergu, včetně srpku měsíce se dvěma hlavičkami andílků. Liší se umístěním dítěte nad pravou nosnou nohou. Ježíšek levou rukou podává matce jablko a pravou žehná věřícím. Oděv Panny Marie opakuje kompozici seeberského mistra, včetně spodního šatu se stojacím límečkem a širších ohrnutých rukávů. Svrchní plášť má oproti předloze zjednodušené schéma záhybů a zvýrazňuje vlnitý lem, který směřuje diagonálně k volné noze. Plné až odulé tváře ukazují na jinou řezbářskou individualitu, pocházející z místní chebské dílny. Řezba řemeslné kvality částečně ztratila křehkost a bohatství odstínů modelace i hybný rytmus předlohy.
Socha původně stála na konzole v kostele sv. Vavřince v Třebeni a patří římskokatolické farnosti ve Františkových Lázních. Jako zápůjčka je vystavena v expozici chebské gotiky v Galerii výtvarného umění v Chebu

### Jiná díla
V již etablovaném uměleckém prostředí Chebska a Západních Čech brzy zdomácněl nový progresivní trend, který sem byl přenesen z okruhu Hanse Leinbergera. Svědčí o tom řada dochovaných soch, které jsou přímo spojovány s dílnou Mistra mariánského oltáře ze Seebergu nebo na Leinbergerův styl volně navazují. Některá díla dokládají poměrně rychlou rustikalizaci tvorby, která původně vycházela z Leinbergerových předloh.
- Assumpta ze Stupna, Západočeská galerie v Plzni[5]
- Sv. Barbora ze Šipína[5]
- Assumpta s Ježíškem (pův. Chebské muzeum), Galerie výtvarného umění v Chebu[4]
- Sv. biskupové z Františkových Lázní, Galerie výtvarného umění v Chebu[6]
- sochy z Černínských sbírek, nyní Národní galerie v Praze[5]